# Marais du Mès, baie et dunes de Pont-Mahé, étang du Pont de Fer
Marais du Mès, baie et dunes de Pont-Mahé, étang du Pont de Fer este o arie protejată (arie de protecție specială avifaunistică — SPA) din Franța întinsă pe o suprafață de 2.688 ha, integral pe uscat.

## Localizare
Centrul sitului Marais du Mès, baie et dunes de Pont-Mahé, étang du Pont de Fer este situat la coordonatele 47°24′48″N 2°25′38″W / 47.41333°N 2.42722°V.

## Înființare
Situl Marais du Mès, baie et dunes de Pont-Mahé, étang du Pont de Fer a fost declarat arie de protecție specială avifaunistică în baza directivei 79/409 din 1979 referitoare la conservarea păsărilor sălbatice pentru a proteja 108 specii de animale.

## Biodiversitate
Situată în ecoregiunea atlantică, aria protejată nu include niciun habitat protejat.
La baza desemnării sitului se află mai multe specii protejate de  păsări (108): pitulice de apă (Acrocephalus paludicola), lăcar-de-lac (Acrocephalus scirpaceus), fluierar de munte (Actitis hypoleucos), pescăruș albastru (Alcedo atthis), rață sulițar (Anas acuta), rață lingurar (Anas clypeata), rață pitică (Anas crecca), rață fluierătoare (Anas penelope), rață mare (Anas platyrhynchos), rață cârâitoare (Anas querquedula), fâsă-de-câmp (Anthus campestris), fâsă de luncă (Anthus pratensis), fâsă de pădure (Anthus spinoletta), stârc cenușiu (Ardea cinerea), stârc roșu (Ardea purpurea), pietruș (Arenaria interpres), ciuf de câmp (Asio flammeus), cucuvea (Athene noctua), rață-cu-cap-castaniu (Aythya ferina), rața moțată (Aythya fuligula), buhai de baltă (Botaurus stellaris), Branta bernicla, Bubulcus ibis, Bucephala clangula, Calidris alba, fugaci de țărm (Calidris alpina), Calidris canutus, fugaci roșcat (Calidris ferruginea), Calidris maritima, fugaci mic (Calidris minuta), fugaci pitic (Calidris temminckii), prundăraș de sărătură (Charadrius alexandrinus),  prundaș gulerat mic (Charadrius dubius), prundaș gulerat mare (Charadrius hiaticula), Charadrius morinellus, chirighiță-cu-obraz-alb (Chlidonias hybridus), chirighiță neagră (Chlidonias niger), barză albă (Ciconia ciconia), barză neagră (Ciconia nigra), erete de stuf (Circus aeruginosus), erete vânăt (Circus cyaneus), erete cenușiu (Circus pygargus), lebădă de vară (Cygnus olor), ciocănitoare pestriță mică (Dendrocopos minor), ciocănitoare neagră (Dryocopus martius), egretă albă (Egretta alba), egretă mică (Egretta garzetta), presură de stuf (Emberiza schoeniclus), șoim de iarnă (Falco columbarius), șoim călător (Falco peregrinus), becațină comună (Gallinago gallinago), cufundar polar (Gavia arctica), cufundar mare (Gavia immer), cufundar mic (Gavia stellata), scoicar (Haematopus ostralegus), piciorong (Himantopus himantopus), Hydrobates pelagicus, sfrâncioc roșiatic (Lanius collurio), Larus argentatus, pescăruș negricios (Larus fuscus), Larus marinus, pescăruș-cu-cap-negru (Larus melanocephalus), pescăruș mic (Larus minutus), pescăruș râzător (Larus ridibundus), sitar de mal nordic (Limosa lapponica), sitar de mâl (Limosa limosa), Locustella naevia, ciocârlie de pădure (Lullula arborea), gușă albastră (Luscinia svecica), becațină mică (Lymnocryptes minimus), rață catifelată (Melanitta fusca), rață neagră (Melanitta nigra), Mergus serrator, gaia neagră (Milvus migrans), culic mare (Numenius arquata), Numenius phaeopus, stârc de noapte (Nycticorax nycticorax), Oceanodroma leucorhoa, pietrar sur (Oenanthe oenanthe), vultur pescar (Pandion haliaetus), pițigoi de stuf (Panurus biarmicus), viespar (Pernis apivorus), Phalacrocorax aristotelis, notatița cu ciocul subțire (Phalaropus lobatus), bătăuș (Philomachus pugnax), lopătar (Platalea leucorodia), ploier auriu (Pluvialis apricaria), ploier argintiu (Pluvialis squatarola), corcodel-urechiat (Podiceps auritus), corcodel-cu-gât-negru (Podiceps nigricollis), Puffinus puffinus mauretanicus, cristei de baltă (Rallus aquaticus), ciocântors (Recurvirostra avosetta), mărăcinar negru (Saxicola torquatus), eider (Somateria mollissima), chiră mică (Sterna albifrons), Sterna dougallii, chiră de baltă (Sterna hirundo), Sterna paradisaea, chiră de mare (Sterna sandvicensis), silvie de tufiș (Sylvia undata), călifar alb (Tadorna tadorna), fluierar negru (Tringa erythropus), fluierar de mlaștină (Tringa glareola), fluierar cu picioare verzi (Tringa nebularia), fluierarul de zăvoi (Tringa ochropus), fluierarul cu picioare roșii (Tringa totanus), nagâț (Vanellus vanellus)
Pe lângă speciile protejate, pe teritoriul sitului au mai fost identificate 7 specii de plante, 12 specii de păsări, 5 specii de amfibieni, 2 specii de reptile.